# 1727 km
1727 km (ukr. 1727 км, ros. 1727 км) – przystanek kolejowy w miejscowości Batiowo, w rejonie berehowskim, w obwodzie zakarpackim, na Ukrainie. Leży na linii Lwów – Stryj – Batiowo – Czop.
Położony jest w obrębie stacji Batiowo.